# Sylvia Trench
Sylvia Trench é uma personagem da franquia cinematográfica do espião inglês James Bond. Apesar de não existir nos livros de Ian Fleming sobre 007, no cinema ela aparece em duas aventuras, interpretada por Eunice Gayson.

## Características
Uma sedutora balsaquiana de cabelos negros, Trench é a única bond-girl a aparecer duas vezes nos filmes oficiais de James Bond, os da EON Productions, e Gayson, a atriz que a interpreta, uma das quatro únicas a aparecer em mais de um filme em papéis de interesses amorosos com o espião. As outras são Ursula Andress, Maud Adams e Martine Beswick. Vesper Lynd, a primeira bond-girl nos livros de Fleming, em Casino Royale especificamente, aparece duas vezes no cinema, mas não em dois filmes oficiais da série. É vivida por Eva Green, no Casino Royale de 2006, com Daniel Craig como Bond, e por Andress no Casino Royale de 1967, que foi uma comédia psicodélica feita por outros produtores que não Harry Saltzman e Albert Broccoli, os produtores oficiais da franquia, e na qual Bond é vivido por David Niven.
Originalmente, Trench, que aparece nos dois primeiros filmes da franquia,  era uma personagem planejada para aparecer como uma namorada constante de 007 pelos demais filmes a serem realizados, mas uma troca de diretores no terceiro filme, 007 contra Goldfinger, acabou fazendo-a desaparecer das telas. Ela deveria ter sido interpretada de início pela atriz Lois Maxwell, mas uma mudança de última hora fez com que o papel fosse entregue a Gayson e Maxwell tornou-se a Miss Moneypenny, secretária de M e do MI-6 por mais de vinte anos e uma das mais icônicas figuras da história do cinema.

## Filmes
A personagem aparece nos dois primeiros filmes da série, 007 contra o Satânico Dr. No e Moscou contra 007. Em ambos os filmes ela não faz parte das missões do agente secreto. Em Dr. No, Trench conhece  Bond na mesa de jogo de um clube londrino, flerta com ele, e depois aparece jogando golfe no quarto do agente, vestida apenas de salto alto e com uma camisa masculina de Bond. Em Moscou contra 007, ela aparece no início do filme namorando o espião à beira de um rio, antes dele ser convocado para uma missão do MI-6.
Sylvia Trench é a responsável pela frase de James Bond que se tornou um bordão em todos os filmes. Ao se apresentarem no clube, no primeiro filme, ela o cumprimenta pela sorte no jogo com um: "Eu admiro sua sorte.... Senhor....." dito pausadamente; e recebe de volta a famosa apresentação de 007, na mesma cadência dela: "Bond...James Bond".